# Meduno
Meduno là một đô thị ở tỉnh Pordenone trong vùng Friuli-Venezia Giulia, có cự ly khoảng 100 km về phía tây bắc của Trieste và khoảng 30 km về phía đông bắc của Pordenone. Tại thời điểm ngày 31 tháng 12 năm 2004, đô thị này có dân số 1.737 người và diện tích là 31,2 km².
Đô thị Meduno có các frazione (đơn vị cấp dưới) Navarons.
Meduno giáp các đô thị: Cavasso Nuovo, Frisanco, Sequals, Tramonti di Sopra, Tramonti di Sotto, Travesio.